# Granados en pijamas
Granados en pijamas fue un programa de Ecuador de la cadena TC Televisión que fue conducido por el argentino Pablo Granados, junto a su compañero de dupla por varios años Pachu Peña, como co-animadores Sofía Caiche y Richard Barker, además de Gabinito, el cuy al que Granados lo llevó a Argentina tras La noche de los Mundialistas, programa que condujo durante el mundial de 2010. Granados en pijamas se estrenó el pasado 25 de enero de 2011, tras haber finalizado la telenovela Fanatikda. Llegó a su final el 29 de abril del mismo año.
Debido al gran éxito del programa se transmitieron 3 temporadas.
Para el 2014 se esperaba el estreno de la cuarta temporada, que aunque no se confirmó al final de la tercera, se esperaba que esta nueva sea anunciada y estrenada a inicios del 2014, sin embargo, Anita Buljubasich dijo que no habrá Granados en Pijamas, que aunque no ha sido cancelado el proyecto, no lo habrá en el 2014, debido a que Pablo Granados y Pachu Peña tienen mucho trabajo y propuestas en Argentina, por eso no habrá nueva temporada, sin embargo, Pablo Granados anunció que le gustaría hacer una cuarta temporada de su programa, así que no se descarta la posibilidad que luego de un largo plazo se anuncie su retorno para la cuarta temporada, pero nada sobre la continuación del programa ha sido confirmado. Tampoco habrá continuación de su programa La Noche de los Mundialistas para este Mundial Brasil 2014 (estrenada la primera producción en el 2010 para el Mundial de Sudáfrica).

## Personajes interpretados porPachu Peña
Pachu Peña, a lo largo de los programas de Granados en pijamas ha hecho estos personajes:
- Lupe Laganga (A partir de la tercera temporada solo se llama Lupe).
- Joe 90 (agente que va de vez en cuando al programa ofreciendo innovaciones tecnológicas).
- El mago Fri Fri Fri.
- El Copión.
- El Bromista en el supermercado.
- El Metido (junto con Pablo Granados).
- El Vigilante (junto con Pablo Granados).
- Alfonso Espinosa (emperador árabe con más de 40 esposas).

## Personajes interpretados porRichard Barker
- Perlita Perol
- Iron Black

## Otros personajes
- Gabinito (cuy de Pablo Granados).
- El Ángel y el Demonio (las conciencias de Pablo Granados).
- Jeque Mate (árabe millonario, esposo de Lupe Laganga).
- MANOLO, Actor Porno (busca a personas para sus películas).

## Otros actores
- Julio Quimí "Julito" (†)
- Jessica Ibáñez "Mamasa"
- Verónica
- Nerio David Pérez, esposo de Ana Bujulbasich.

## Cantantes invitados
- A partir de la tercera temporada el comediante Fernando Ramírez imita a varios cantantes famosos entre la gente de habla hispana.